# Armando Borrajo
Armando Ariel Borrajo (2 de maio de 1976 — 18 de dezembro de 2010) foi um ciclista argentino.